# Vệ tinh Thăm dò Khảo sát Hồng ngoại Phạm vi rộng
Wide-field Infrared Survey Explorer (WISE) là một kính viễn vọng không gian thiên văn bước sóng hồng ngoại của NASA được phóng lên vào tháng 12 năm 2009, và được đặt trong chế độ ngủ đông vào tháng 2 năm 2011. Nó được kích hoạt trở lại vào năm 2013. WISE đã khám phá hàng ngàn hành tinh nhỏ và nhiều cụm sao. Các quan sát của nó cũng ủng hộ việc khám phá ra tiểu hành tinh đầu tiên của sao lùn Y Dwarf và các tiểu hành tinh Trojan của Trái Đất.
WISE đã thực hiện một cuộc khảo sát thiên văn trên bầu trời với các hình ảnh trong các dải tần số bước sóng 3, 4, 12, 22 và 22 micromet, trong mười tháng sử dụng kính thiên văn hồng ngoại đường kính 40 cm (16 in) trong quỹ đạo Trái Đất. Sau khi chất làm mát hydro cạn kiệt, một phần mở rộng nhiệm vụ kéo dài bốn tháng gọi là NEOWISE được tiến hành để tìm kiếm các vật thể gần Trái Đất như sao chổi và tiểu hành tinh sử dụng khả năng còn lại của nó.
Dữ liệu All-Sky bao gồm hình ảnh đã xử lý, danh mục nguồn và dữ liệu thô, được phát hành cho công chúng vào ngày 14 tháng 3 năm 2012 và có sẵn tại Kho lưu trữ khoa học hồng ngoại. Vào tháng 8 năm 2013, NASA tuyên bố sẽ kích hoạt lại kính viễn vọng WISE cho một nhiệm vụ mới trong ba năm để tìm kiếm các tiểu hành tinh có thể va chạm với Trái Đất. Hoạt động khoa học và xử lý dữ liệu cho WISE và NEOWISE diễn ra tại Trung tâm Phân tích và Xử lý Hồng ngoại tại Học viện Công nghệ California ở Pasadena.

## Mục tiêu nhiệm vụ
Nhiệm vụ đã được lên kế hoạch để tạo ra hình ảnh hồng ngoại 99% của bầu trời, với ít nhất tám hình ảnh được thực hiện của từng vị trí trên bầu trời để tăng độ chính xác. Tàu vũ trụ được đặt trong một quỹ đạo dài 525 km (326 mi), tròn, cực, đồng bộ mặt trời cho nhiệm vụ mười tháng của nó, trong đó nó đã chụp được 1,5 triệu hình ảnh, cứ 11 giây một lần. Vệ tinh quay quanh trên terminator, kính thiên văn của nó hướng về hướng ngược lại với Trái Đất, ngoại trừ việc chỉ về phía Mặt Trăng, tránh được, và các tế bào Mặt Trời hướng về Mặt Trời.
Mỗi hình ảnh bao gồm một trường xem 47 phút, có nghĩa là độ phân giải 6 giây. Mỗi khu vực của bầu trời được quét ít nhất 10 lần tại đường xích đạo; các cực được quét theo lý thuyết mọi cuộc cách mạng do sự trùng lặp của các hình ảnh Thư viện hình ảnh được tạo ra có chứa dữ liệu về Hệ Mặt trời địa phương, Dải Ngân hà và vũ trụ xa hơn. Trong số các vật thể mà WISE nghiên cứu là các tiểu hành tinh, những ngôi sao mờ, mát mẻ như sao lùn nâu và các thiên hà hồng ngoại phát sáng nhất.

### Mục tiêu bên ngoài hệ mặt trời
Các vườn ươm sao được bao phủ bởi bụi liên sao có thể phát hiện trong hồng ngoại vì bức xạ điện từ bước sóng này có thể xuyên qua bụi. Các phép đo hồng ngoại từ khảo sát thiên văn WISE đã đặc biệt hiệu quả khi công bố các cụm sao chưa được phát hiện trước đây. Ví dụ về các cụm sao được nhúng như vậy là Camargo 18, Camargo 440, Majaess 101 và Majaess 116. Ngoài ra, các thiên hà của Vũ trụ trẻ và các thiên hà tương tác nơi mà sự hình thành sao rất chuyên sâu, có màu hồng sáng. Trên bước sóng này, các đám mây khí giữa các sao cũng có thể phát hiện được, cũng như các đĩa hành tinh. Vệ tinh WISE được mong đợi sẽ tìm thấy ít nhất 1.000 trong số các đĩa bay hành tinh này.

### Mục tiêu trong hệ mặt trời
WISE không thể phát hiện vật thể vành đai Kuiper vì nhiệt độ của chúng quá thấp. Nó có thể phát hiện bất kỳ vật thể nào ấm hơn 70-100 K. Một vật thể có kích thước Neptune có thể phát hiện được tới 700 AU, một vật thể khối sao Mộc trong một năm ánh sáng (63.000 AU), nơi nó vẫn nằm trong mặt trời vùng kiểm soát trọng lực. Một vật thể lớn hơn từ 2-3 khối lượng sao Mộc sẽ được nhìn thấy ở khoảng cách tới 7–10 năm ánh sáng.
Tại thời điểm lập kế hoạch, người ta ước tính rằng WISE sẽ phát hiện khoảng 300.000 tiểu hành tinh ở vành đai chính, trong đó khoảng 100.000 sẽ là mới, và khoảng 700 đối tượng gần Trái Đất (NEO) bao gồm khoảng 300 chưa được khám phá. Điều đó có nghĩa là khoảng 1000 tiểu hành tinh vành đai chính mới mỗi ngày và 1-3 NEO mỗi ngày. Đỉnh phân bố độ lớn cho các NEO sẽ vào khoảng 21–22 V. WISE sẽ phát hiện từng đối tượng Hệ Mặt trời điển hình từ 10–12 lần trong khoảng 36 giờ trong khoảng thời gian 3 giờ.